# 薩西格利翁峰

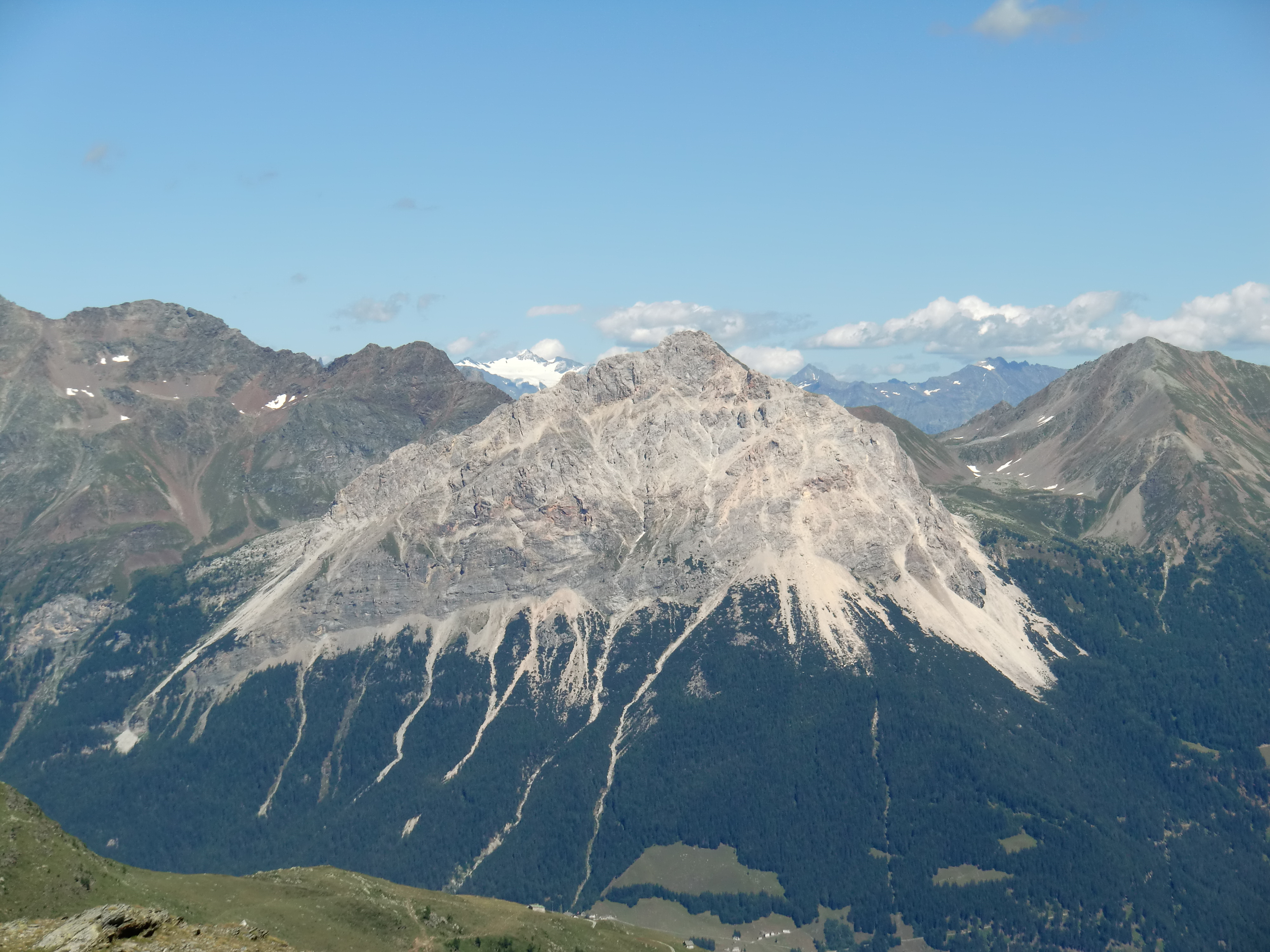

46°19′22″N 10°6′46″E / 46.32278°N 10.11278°E
薩西格利翁峰（義大利語：Piz di Sassiglion），是中歐的山峰，位於瑞士和意大利接壤的邊境，屬於利維尼奧阿爾卑斯山脈的一部分，海拔高度2,855米，每年平均降雨量1,386毫米。